# Gatto sotto la pioggia
Gatto sotto la pioggia (Cat in the Rain) è un racconto di Ernest Hemingway inizialmente pubblicato nel 1925 nella raccolta In Our Time, e poi nella  raccolta I quarantanove racconti.

## Trama
Il racconto si svolge in una cittadina balneare italiana (probabilmente Rapallo, l'albergo menzionato è il 'Riviera', tuttora esistente), e descrive una giornata piovosa, con un gatto che si ripara sotto il tavolo di un bar in una piazzetta su cui si affaccia anche la finestra dell'albergo. Dalla finestra una turista vede il gatto e decide di prenderlo ma quando esce il gatto è sparito.
Nel racconto è anche descritto il monumento ai caduti della prima guerra mondiale e il giardino pubblico, tuttora esistente. (Il monumento, fuso nella seconda guerra mondiale, fu sostituito negli anni '60 da quello attuale.)  